# Torrelles de Foix
Torrelles de Foix és un municipi de la comarca de l'Alt Penedès. És un poble envoltat sobretot per l'entorn natural, a l'oest hi trobem la riera de Pontons, afluent del riu Foix que passa per la localitat. També hi trobem Les Dous, unes fonts amb 35 dolls envoltats per dues grans cascades i un berenador, val la pena anar-ho a veure. El punt més alt del terme és el Turó dels Quatre Termes, on cada 11 de setembre s'hi renova una senyera.

## Geografia
Torrelles de Foix és un municipi situat a la comarca de l'Alt Penedès, a Catalunya. Rodejat de vinyes i paisatges pintorescs, aquest encantador poble ofereix una combinació perfecta entre natura i tradició. El seu casc antic conserva l'encant arquitectònic amb carrers empedrats i cases de pedra, testimonis del seu ric passat històric. A més, la seva ubicació privilegiada prop del massís del Garraf i les muntanyes de l'Ordal ofereix oportunitats per a l'excursionisme i el turisme rural. La cultura del vi és un element destacat a Torrelles de Foix, amb cellers i caves que conviden als visitants a degustar els vins de la regió, destacant els seus reconeguts vins amb denominació d'origen Penedès. Aquest municipi convida a explorar la seva riquesa natural, històrica i enològica, convertint-se en un destí ideal per als amants de la natura i els aficionats al vi.* Llista de topònims de Torrelles de Foix (Orografia: muntanyes, serres, collades, indrets..; hidrografia: rius, fonts...; edificis: cases, masies, esglésies, etc).
Poblacions limítrofes
| Pontons     | La Llacuna                       | Font-rubí                      |
| Pontons     |                                  | Font-rubí i Sant Martí Sarroca |
| El Montmell | El Montmell i Sant Martí Sarroca | Sant Martí Sarroca             |

## Història
L’antic Castell de Foix que data de l’any 1067, i situat al mateix indret enlairat on avui trobem el Santuari de la Mare de Déu de Foix, és l’origen del terme municipal de Torrelles de Foix.
Va ser al 1185 quan, per primera vegada es parlà de la població i aquesta depenia del castell que, en un primer moment, va pertànyer al Comte de Barcelona i Rei d’Aragó, Ramón Berenguer IV.
Entre els segles XIII i XIV el castell va ser conservat per la família Cervelló durant més de 80 anys. Més endavant, va passar a mans de la Corona, que el 1388 el va vendre a Bernat de Pinós.
Va ser durant el segle XVI quan va arribar la nissaga dels Peguera, la família que va ser propietària del castell i van regentar al territori durant més temps. Van participar en la Guerra de Successió en la que van destacar amb diferents càrrecs. Hi trobem el fill d’Antoni de Peguera, que va ser Coronel del Regiment de la recent formada Guàrdia Reial Catalana, i també el mateix Guerau de Peguera, que va ser Capità de la Coronela de Barcelona i, posteriorment, anomenat primer Marqués de Foix.
La família va mantenir el castell fins al 1881 quan, Maria Manuela de Peguera i Pedrolo, va morir soltera i va cedir el seu patrimoni a les salesianes.
Així doncs, el nostre municipi compta amb tres parròquies; l’anomenat santuari i la que es troba al casc antic del poble de Torrelles, com també la que hi ha a El Terme. Va ser cap a finals del segle XIX que, arran de l’assassinat de mossèn Josep Pallerols, es va deixar de fer el culte a dalt al santuari i es va iniciar a la parròquia que tenim al vell mig del poble.
Entre 1936 i 1939, època de la Guerra Civil Espanyola, va haver-hi un ultratge als arxius civils i parroquials, molts retaules van quedar cremats i es va perdre molta informació i altres dades històriques de Torrelles de Foix.
Finalment, l’any 1978, la iniciativa anomenada Amics de Foix, un grup local, va impulsar unes obres de restauració del santuari que van ser continuades i acabades per la Diputació de Barcelona l’any 1988. Per acabar, la construcció va ser beneïda per Narcís Jubany, l’Arquebisbe de Barcelona.

## Monuments
El nucli urbà de la població és una de les obres que formen part de l'Inventari del Patrimoni Arquitectònic de Catalunya. Es tracta de cases urbanes entre mitgeres i fent cantonada o aïllades amb jardí al costat o al voltant, interessants per la composició de la seva façana i pels elements decoratius i ornamentals noucentistes que inclouen: coronaments, balustrades, tribunes, balcons, reixes, cartel·les i esgrafiats. Data del 1926. Hi ha moltes altres obres inventariades d'aquest municipi.
Al municipi s'hi troba el Santuari de Santa Maria de Foix, patrona del Penedès. Un indret amb fantàstiques vistes de tot el Penedès.

## Festes i tradicions

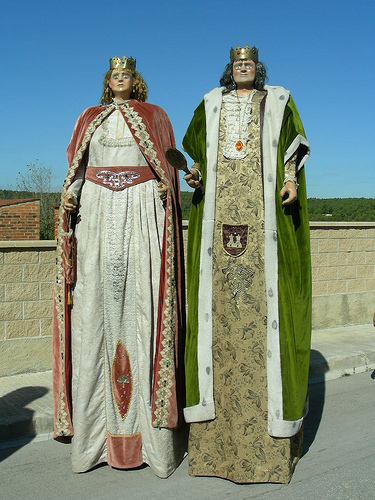
gegants vells

- Festa Major: 25 d'agost: en honor de Sant Genís, patró del poble.[3]
- Fira de l'artesania: el quart cap de setmana d'octubre.
- A Torrelles de Foix hi ha tradició gegantera des de temps enrere per la festa major en honor de Sant Genís, patró de la vila. Sempre hi hagut una parella de gegants d'algun poble veí i, finalment, d'una família de la vila. L'any 1990, un home vilafranquí que vivia a Torrelles i que havia treballat a Alemanya el tornà a casa seva i el va portar fet per ell mateix. Així, una parella de gegants, que van passar a ser els gegants vells de la vila en honor seu, foren batejats el dia 29 de juliol de 1990 amb els noms dels seus constructors. Va quedar així constituït l'aniversari de la colla i dels gegants Enric de Torrelles i Nati de Foix, la primera parella de gegants del municipi.[cal citació]

| Gegants            | Pes en (Kg) | Alçada (metres) | Any de creació |
| ------------------ | ----------- | --------------- | -------------- |
| Enric de torrelles | 40 kg       | 3 m             | 29-7-1990      |
| Nati de foix       | 40 kg       | 3 m             | 29-7-1990      |
| Tonet de les dous  | 15kg        | 2 m             | 1-4-1991       |
| Maria montserrat   | 15 kg       | 2 m             | 1-4-1991       |
| Guerau de peguera  | 87 kg       | 4,5 m           | 27-7-1995      |
| Maria d'aimerich   | 84 kg       | 4.5 m           | 27-7-1995      |
| Doraemon           | 5 kg        | 2 m             | 25-8-2010      |

## Població
| Entitat de població    | Habitants (2023) |
| Torrelles de Foix      | 1.334            |
| Can Coral              | 763              |
| la Plana de les Torres | 269              |
| Mas Bertran            | 62               |
| el Cusconar            | 54               |
| les Llambardes         | 41               |
| Can Cruset             | 34               |
| la Berna               | 27               |
| Cal Via                | 15               |
| el Pany                | 9                |
| Font: Idescat          |                  |

| 1497 f | 1515 f | 1553 f | 1717 | 1787 | 1857  | 1877  | 1887  | 1900  | 1910  |
| ------ | ------ | ------ | ---- | ---- | ----- | ----- | ----- | ----- | ----- |
| 31     | 30     | 36     | 476  | 601  | 1.461 | 1.707 | 1.982 | 1.676 | 1.697 |

| 1920  | 1930  | 1940  | 1950  | 1960  | 1970  | 1981  | 1990  | 1992  | 1994  |
| ----- | ----- | ----- | ----- | ----- | ----- | ----- | ----- | ----- | ----- |
| 1.620 | 1.465 | 1.276 | 1.103 | 1.025 | 1.193 | 1.122 | 1.235 | 1.392 | 1.392 |

| 1996  | 1998  | 2000  | 2002  | 2004  | 2006  | 2008  | 2010  | 2012  | 2014  |
| ----- | ----- | ----- | ----- | ----- | ----- | ----- | ----- | ----- | ----- |
| 1.603 | 1.702 | 1.684 | 1.762 | 1.944 | 2.252 | 2.432 | 2.545 | 2.406 | 2.308 |

| 2016  | 2018  | 2020  | 2022  | 2024  | 2026 | 2028 | 2030 | 2032 | 2034 |
| ----- | ----- | ----- | ----- | ----- | ---- | ---- | ---- | ---- | ---- |
| 2.201 | 2.281 | 2.398 | 2.557 | 2.657 | -    | -    | -    | -    | -    |

## Administració
| Període      | Nom de l'alcalde/-essa                            | Partit polític                          | Data de possessió |
| ------------ | ------------------------------------------------- | --------------------------------------- | ----------------- |
| 1979 - 1983  | Emilio Pardo Sanahuja                             | C.IND.T                                 | 19/04/1979        |
| 1983 - 1987  | Emilio Pardo Sanahuja                             | C.IND.T                                 | 28/05/1983        |
| 1987 - 1991  | Joan Torrents Ràfols                              | C.IND.T 2 + 2 Convergencia i Unió (CiU) | 30/06/1987        |
| 1991 - 1995  | Jordi Vallès Domènech                             | CiU                                     | 15/06/1991        |
| 1995 - 1999  | Jaume Bel Milà                                    | PSC                                     | 17/06/1995        |
| 1999 - 2003  | Antoni Villanueva i Martín                        | PSC                                     | 03/07/1999        |
| 2003 - 2007  | Salvador Miralles Albesa                          | PSC                                     | 14/06/2003        |
| 2007 - 2011  | Erasme Torrents (2007-09) Jaume Brichs (2009-11)1 | CiU                                     | 16/06/2007        |
| 2011 - 2015  | Jaume Brichs i Morgades                           | CiU                                     | 11/06/2011        |
| 2015 - 2019  | Sergi Vallès i Domingo                            | CiU                                     | 13/06/2015        |
| 2019 - 2023  | Sergi Vallès i Domingo                            | JxC                                     | 15/06/2019        |
| Des del 2023 | Sergi Vallès i Domingo                            | Impulsem el Penedès                     | 17/06/2023        |

## Galeria

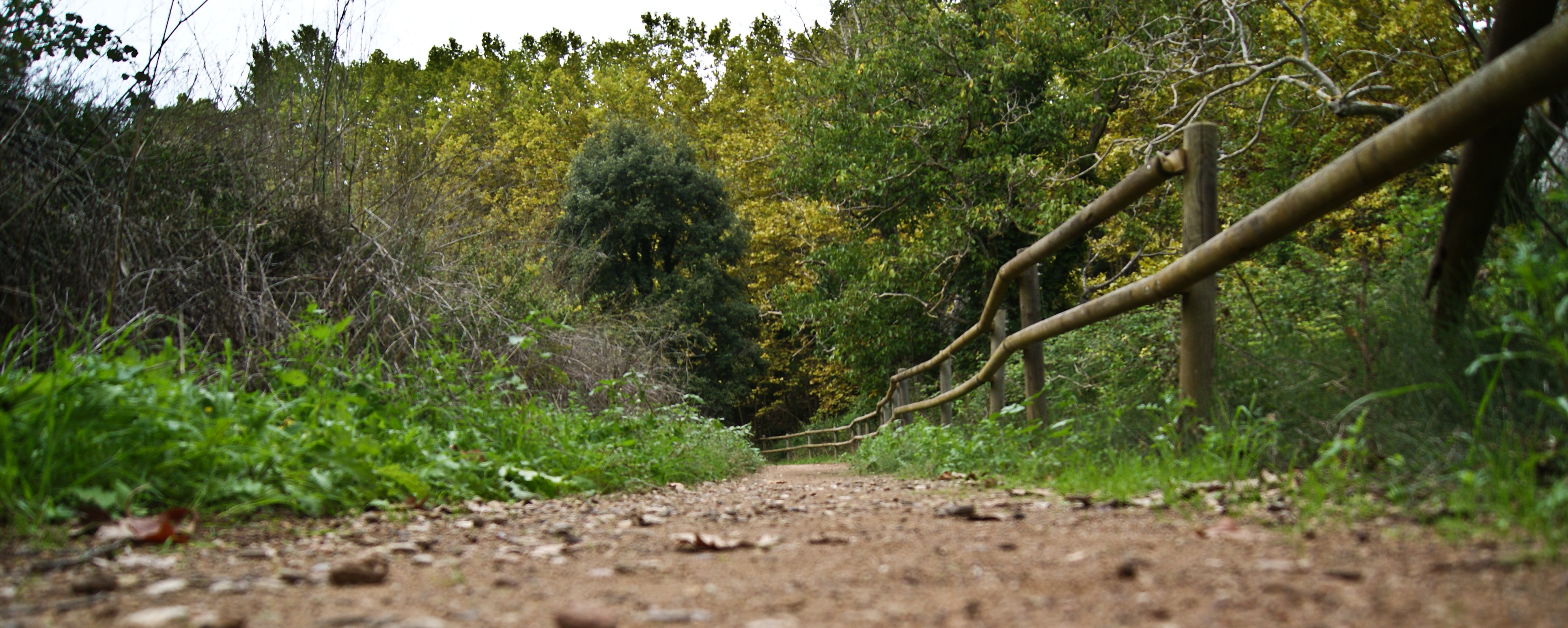
Cami de les Dous
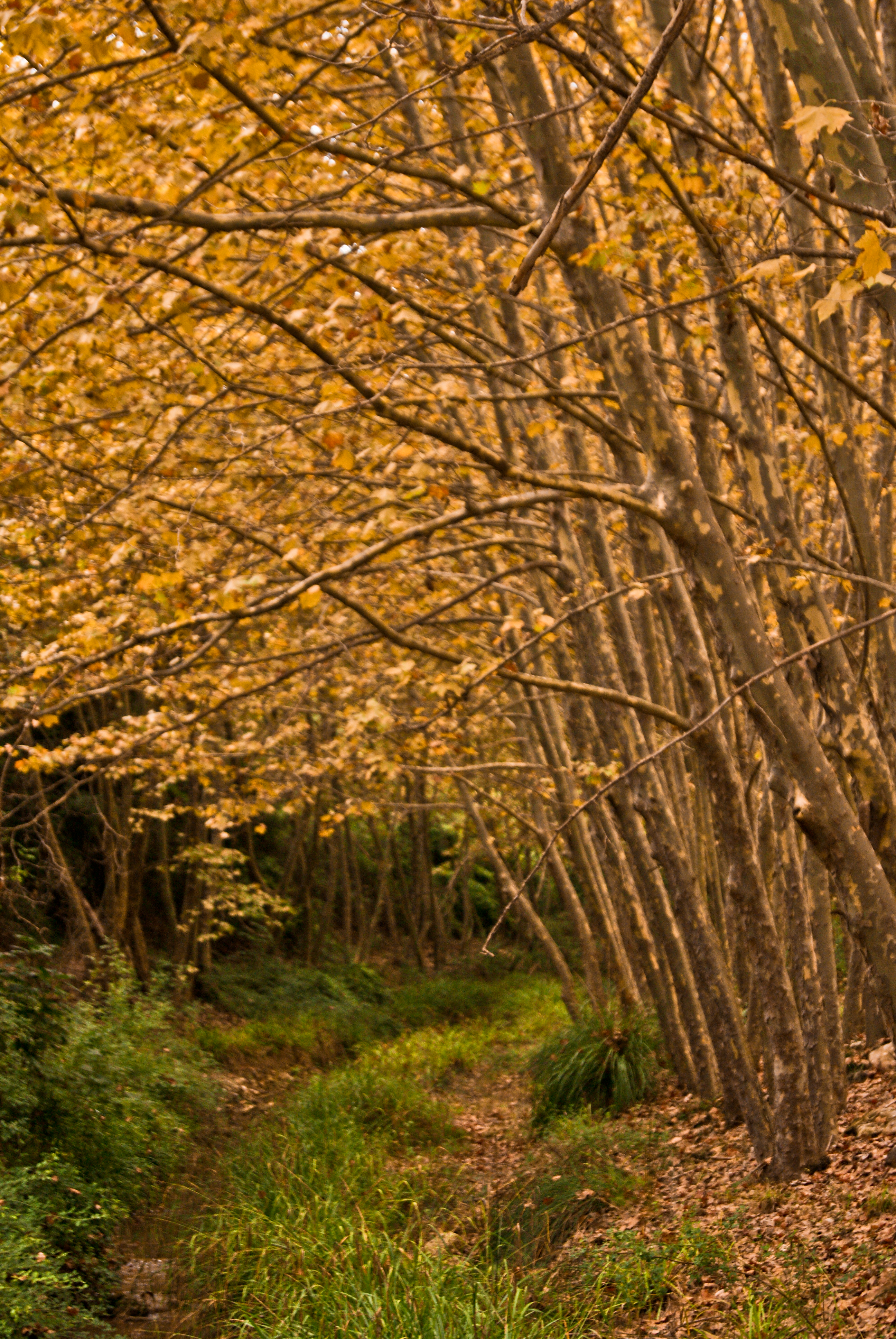
Torrelles a la tardor
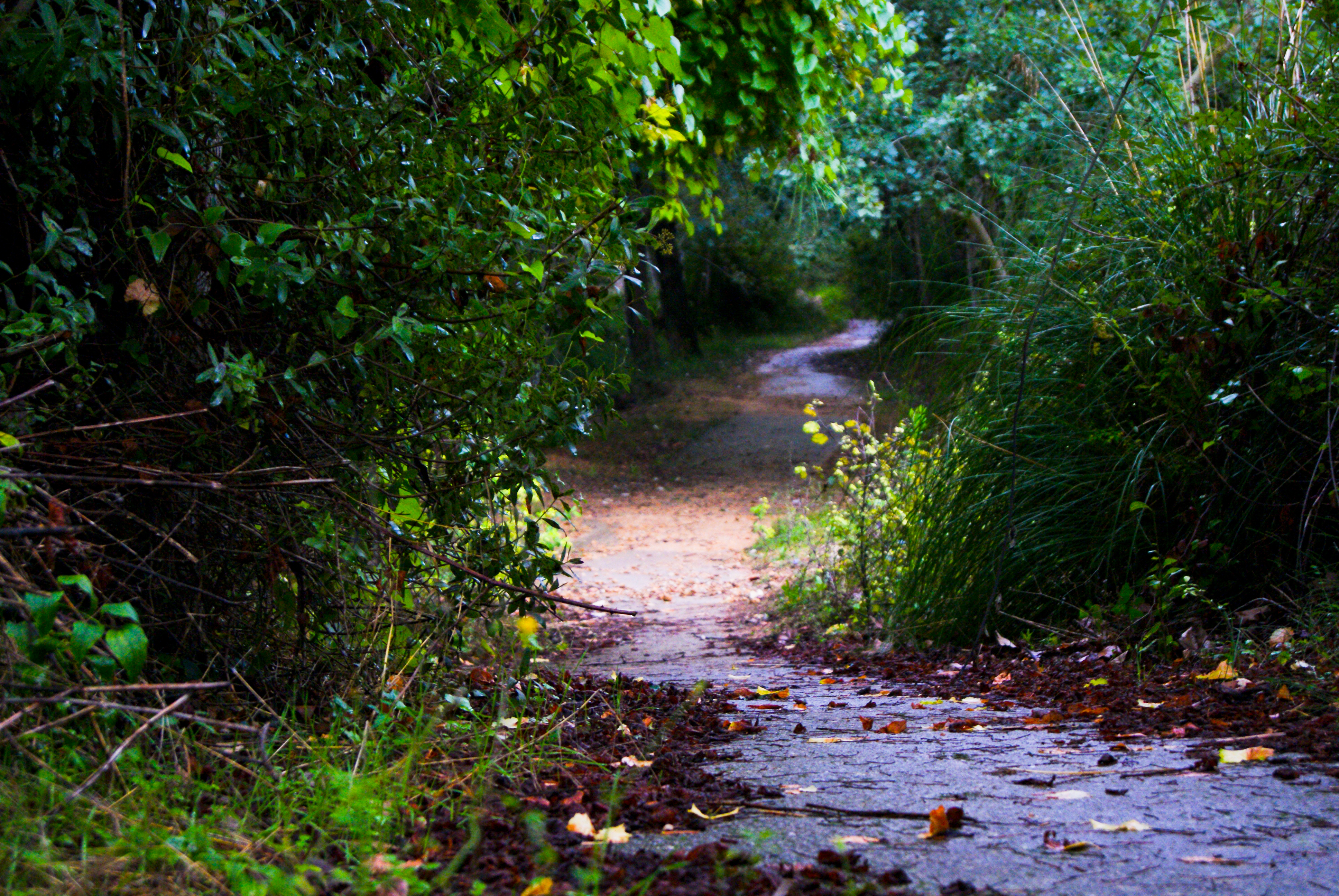
Cami a la font de l'Omeda